# 도고정
도고정(일본어: 東郷町)은 일본 아이치현 아이치군의 정이다.
오와리 동부·지타 지방의 지자체 중 면적이 가장 작으며, 1960년대 후반 이후 나고야시, 도요타시 방면의 자동차, 철도에 의한 통근·통학권으로 택지 개발이 진행되어 인구가 급증하고 있다.

## 지리
나고야시 동쪽으로 펼쳐진 동부 구릉지에 위치하고 정 동단의 아이치 연못에서 정의 거의 중앙을 아이치 용수의 간선이 횡단하고 있다.

## 역사
- 1906년 5월 10일 - 도고촌이 성립하였다.
- 1970년 4월 1일 - 정으로 승격하였다.

## 인구
| 연도 | 인구   | ±%     |
| ---- | ------ | ------ |
| 1940 | 4,241  | —      |
| 1950 | 5,469  | +29.0% |
| 1960 | 6,200  | +13.4% |
| 1970 | 11,509 | +85.6% |
| 1980 | 22,125 | +92.2% |
| 1990 | 30,446 | +37.6% |
| 2000 | 36,878 | +21.1% |
| 2010 | 41,823 | +13.4% |

## 교통

### 도로
- 국도 153호선